# Odontodiplosis producta
Odontodiplosis producta är en tvåvingeart som beskrevs av Boris Mamaev 1998. Odontodiplosis producta ingår i släktet Odontodiplosis och familjen gallmyggor. Inga underarter finns listade i Catalogue of Life.